# Cabral (football)
Pour les articles homonymes, voir Cabral.
Adilson Tavares Varela, dit Cabral, est un joueur de football né le 22 octobre 1988 à Praia (Cap-Vert). Il joue au poste de milieu défensif dans le club du FC Lausanne Sport.
Il est le cousin des internationaux suisses Gelson Fernandes et Edimilson Fernandes, mais également de l'international portugais Manuel Fernandes.

## Biographie
Adilson Cabral né au Cap-vert, il quitte très jeune son île natale et arrive en Suisse à Moudon à l'âge de sept mois avec ses parents, Maria et Domingo. À l'âge de 15 ans, il envisage un centre de formation mais sa mère refuse, expliquant qu'il doit continuer des études et qu'il " n’a pas besoin de ça, si tu dois être footballeur, tu le seras sans ça ! ".
Il réussit tout de même à devenir professionnel dans le club du Lausanne-Sports. Il joue d'abord deux saisons au sein de l'équipe junior, puis intègre l'équipe première en 2005. Lors de l'été 2007, il signe un contrat de trois saisons, à 18 ans, dans le club du FC Bâle. Il joue son premier match de championnat le 5 août 2007, lors d'une défaite 5-1 contre les Young Boys. Pour sa première saison dans l'élite suisse, il joue huit matchs et devient même champion de Suisse 2008. La saison suivante, il est prêté au club espagnol de Segunda División de l'AC Séville. Le club termine dernier mais Cabral acquiert du temps de jeu et est de retour à Bâle en fin de saison.
En juin 2013, il signe sans indemnité de transfert dans le club anglais de Sunderland qui évolue en Premier League. Lors de la tournée estivale de préparation du club à Hong Kong, il inscrit son premier but contre Tottenham, avec à la clé une victoire 3-1. Il débute en Premier League le 17 août 2013, lors d'une défaite 0-1 contre Fulham. Très peu utilisé par les entraîneurs successifs, Paolo Di Canio puis Gustavo Poyet, il est prêté en janvier 2014 au club du Genoa qui évolue en Série A. Il y joue sept matchs, et le club termine en milieu de tableau.
Sans club depuis décembre 2016, Cabral est acheté par le club suisse de deuxième division, le FC Le Mont-sur-Lausanne, le 7 février 2017. Après une pige de six mois dans le club vaudois, suivi de la disparition du club du haut niveau, il reste quelques mois sans club, puis s'engage, le 5 mars 2018, avec le FC Lausanne-Sport

## Palmarès
FC Bâle
- Championnat de Suisse :
  - Champion de Suisse en 2008, 2010, 2011, 2012 et 2013
- Coupe de Suisse :
  - Vainqueur en 2010 et 2012
  - Finaliste en 2013

 FC Zurich
- Coupe de Suisse :
  - Vainqueur en 2016